# Овертон, Ричард Арвин
Ричард Арвин Овертон (англ. Richard Arvine Overton; 11 мая 1906 года, Бастроп, Техас — 27 декабря 2018 года, Остин, Техас) — американский долгожитель, являлся старейшим проверенным ветераном Второй мировой войны в США после смерти Фрэнка Левингстона. С 22 июля 2017 года являлся старейшим мужчиной США. В 2013 году президент США Барак Обама лично выразил ему своё уважение на церемонии на Арлингтонском кладбище. Жил в Остине, штат Техас.

## Биография
Овертон родился в округе Бастроп, штат Техас, в семье Джима Джентри Овертона (1877—1920) и Элизабет «Лиззи» Франклин Овертон Уотерс (1876—1939). Президент Эндрю Джексон является дальним родственником Овертона.
Овертон был зачислен в армию США 3 сентября 1940 года в Форт-Сэм-Хьюстон, штат Техас. Служил в южной части Тихого океана, включая остановки на Гавайах, Гуаме, Палау и Иводзиме. По сообщениям СМИ[каких?], был свидетелем атаки на Пёрл-Харбор. Покинул армию в октябре 1945 года в звании капрала, техника 5 класса.
Женат был дважды, детей не имел. Жена умерла в 1988 году.
В декабре 2018 года был госпитализирован с пневмонией, от которой позже скончался.